# Apikoplast
Apikoplast je čtyřmembránová buněčná organela vyskytující se u některých parazitických protist. Jedná se o přeměněný sekundární plastid, který ztratil schopnost fotosyntézy. Apikoplast je přítomen u kmene Apicomplexa, jehož zástupci bez něj nedokáží přežít, neboť v něm probíhají důležité metabolické procesy. Proto se s cílem vyrobit lék účinný na parazitózy způsobené zástupci tohoto kmene vyvíjejí herbicidy cílené proti apikoplastu. 

## Význam
Mezi parazity s apikoplastem patří například Plasmodium falciparum, původce nejtěžší formy malárie. Se zvyšující se odolností plasmodií proti stávajícím lékům je důležitým úkolem současné vědy výzkum fungování apikoplastu a vývoj herbicidních léčiv, která by využila právě rostlinné vlastnosti apikoplastu a tedy nepoškozovala lidské buňky, které žádnou podobnou organelu nemají.

## Evoluční původ
Apikoplastu vznikl stejně jako plastid obrněněk, nejbližších volně žijících příbuzných výtrusovců, endocytózou červené řasy a následnou endosymbiózou.

## Funkce

### Syntéza mastných kyselin
Zničení apikoplastu parazita nezabije okamžitě, ale zabrání mu napadnout nové hostitelské buňky. To naznačuje zapojení apikoplastu do metabolismu lipidů. Pokud není výtrusovec schopen syntetizovat dostatečné mastných kyselin, nedokáže tvořit parazitoforní vakuoly (PV) potřebné k úspěšné invazi do hostitelských buněk. Tento závěr je podpořen objevem syntázy mastných kyselin v apikoplastu.

### Syntéza hemu a aminokyselin
Apikoplast má také pravděpodobně vliv na syntézu hemu a aminokyselin, což také může hrát roli v buněčném vývoji. Tyto funkce však zatím nejsou přesvědčivě experimentálně ověřeny.

### Syntéza izoprenoidů
Apikoplast sehrává významnou úlohu také při syntéze izoprenoidů. Mezi izoprenoidy patří prostetické skupiny enzymů a prekurzory ubiquinonů a dolicholů. U plasmodií obsahuje apikoplast jako jediný v jejich genomu DOXP syntázu pro syntézu izoprenoidů.

### Syntéza FeS clusterů
V genomu apikoplastu byly nalezeny geny, jako je Orf470, pro FeS clustery, které slouží jako aktivní místa enzymů.

## Stavba
Většina Apicomplex obsahuje jeden apikoplast vejčitého tvaru , který se nalézá v přední části buňky v těsné blízkosti buněčného jádra a je vždy úzce asociován s mitochondrií. Měří pouze 0,15–1,5 um a je obklopen čtyřmi membránami. Uvnitř apikoplastu se nalézá 35 kb velká kruhová molekula DNA, která kóduje přibližně 30 proteinů a některé RNA. Jsou zde přítomné částice připomínající bakteriální ribosomy. U Plasmodií apikoplast také obsahuje útvary podobné thylakoidům.